# Небојша Рудан
Небојша Рудан (Љубиње, 23. јун 1964) српски је књижевник и адвокат.

## Биографија
Небојша Рудан у својим романима бави се описивањем српских националних траума. У свом досадашњем књижевном раду објавио је пет романа и две збирке песама. Рудан у својим романима помера сазнајну перспективу из контекста рационалног у другу стварност доживљеног и искуственог стварајући, на основама познатог искуства или наслеђа, сасвим другачије релације, који неминовно резултују новим значењима и увидима. Укрштањем такве, необичне и оригиналне, сазнајне перспективе, индивидуалног и колективног доживљаја света и социоантрополошке рецепције људске јединке. У својим романима Рудан реактуелизује садржаје и знања, истражује ирационално али и историографски познате чињенице као и мање познате чињенице које одводе до нуклеуса модерних националних траума српског народа. Његове теме се крећу од обезличавања језика сведеног на најбаналнију фонетску и синтаксичку варијанту, преименовања ствари и субјективног тумачења појмова, до идеолошког суноврата у самопорицању и самокољу - како то овај писац именује.
Небојша Рудан спада у најмалобројнију групу писаца која однос према књижевности гради искључиво путем односа према књижевном тексту који се у његовој интерпретацији претвара у лабораторију приче (М. Батор). У својим романима Рудан често користи реалистичку перспективу, необичне фрагментарне структуре, искуствене претпоставке и имагинативне пројекције историјских, топографских, политичких и психолошких ситуација, које воде до (псеудо)интелектуалног прећуткивања суноврата и самокоља самосвести и покушава да доспе до есенције подсвесне немоћи. Небојша Рудан је у роману Самокољ по мишљењу Петра Р. Арбутине успео да распакује стрепњу, да проговори гласно о ономе о чему сви ћуте, да приведе спознаји и катарзи, упркос и у инат свима а да при том и свом читаоцу приушти незаменљиво књижевно задовољство одгонетања себе и света. У роману "Човјек који је плео смрт" полазна тачка су му документовани извори о историјским чињеницама о страдањима у Херцеговини у Другом светском рату.
Небојша Рудан живи и ради у Требињу.

### Поезија
- Кад ласте прољеће траже,поезија, КПЗ, Требиње - Дубровник, 1986.
- Вечна је само пролазност, поезија, Свет књиге, Београд, 1998.
- Раздужбина, поезија, Прометеј, Нови Сад 2014.

### Проза и романи
- Чамотњак, роман, Прометеј, Нови Сад, 2004.
- Хладне очи сунчеве, роман, Прометеј, Нови Сад, 2006.
- Дарови лудила, роман, Прометеј, Нови Сад, 2008.
- Самокољ, роман, Рашка школа, Београд, 2010.
- Ђенералов трнов венац, роман, Мандала, Београд, 2014.
- Quo vadis, Београде?, Збирка прича, Мандала, Београд, 2016.[3]
- Човјек који је плео смрт, роман, Књижевна заједница Јован Дучић, Требиње, 2018.
- Боже, може правде?, роман, Књижевна заједница Јован Дучић, Требиње, 2020.
- "Ујед ујединитеља",Прометеј, Нови Сад, 2022.